# Coniugazione incrociata
La coniugazione incrociata è un tipo speciale di coniugazione in una molecola, dove in presenza di tre legami π, due di questi legami π non sono tra loro coniugati, pur essendo entrambi coniugati con il terzo legame π.
Un normale sistema coniugato tipo poliene è costituito da una catena lineare di atomi dove si alternano legami singoli e doppi. Tipicamente un sistema incrociato presenta invece due legami singoli consecutivi, e dall'atomo centrale si dirama un doppio legame, che dunque non fa parte della catena. Esempi comuni di coniugazione incrociata sono benzofenone, 1,4-benzochinone, indaco, fullerene. 

benzofenone
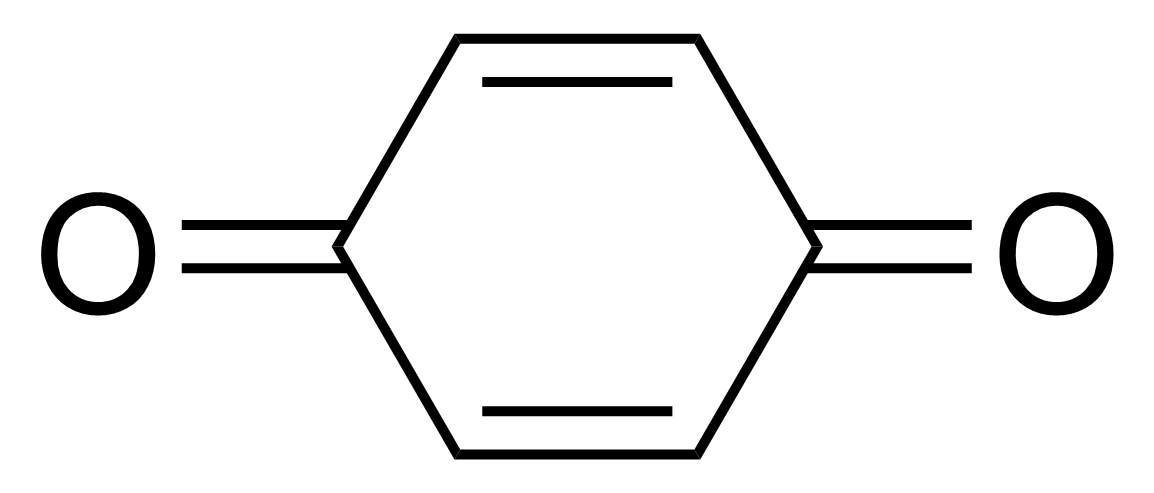
1,4-benzochinone
indaco
fullerene

Esempi più esotici sono composti come dendraleni e radialeni.

Struttura di base dei più semplici dendraleni. Il primo (butadiene) è l'unico che non presenta coniugazione incrociata.

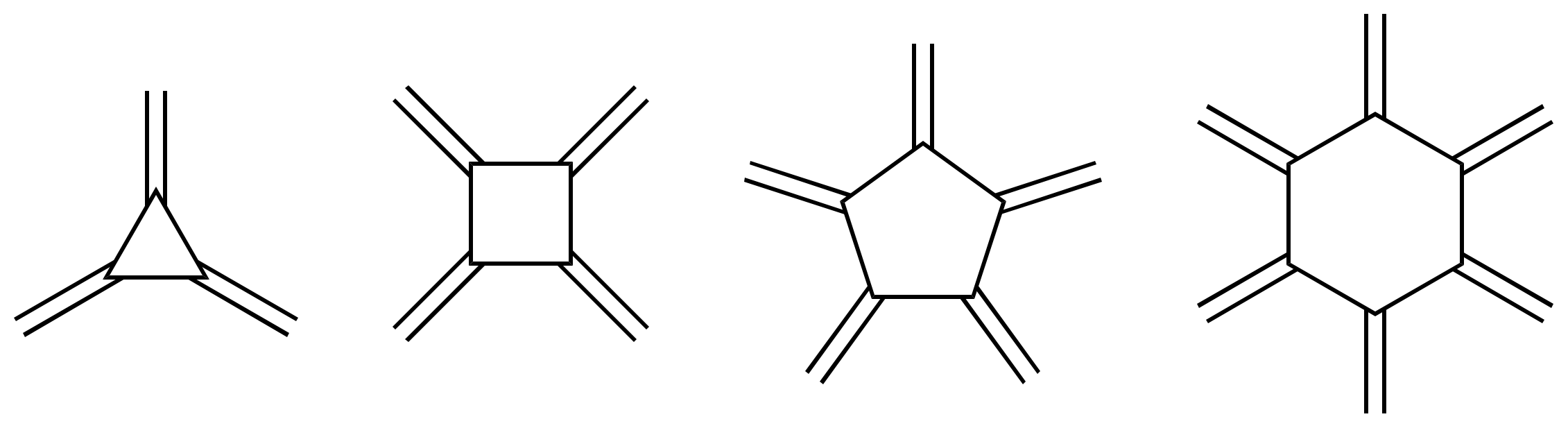
Struttura di base dei più semplici radialeni.